# Landesregierung Gleißner II
Die Landesregierung Gleißner II unter Landeshauptmann Heinrich Gleißner bildete die Oberösterreichische Landesregierung in der XV. Gesetzgebungsperiode des Oberösterreichischen Landtags von der Wahl Gleißners am 1. November 1934 bis zur Auflösung des Landtags und der Landesregierung durch die Nationalsozialisten im März 1938. Am 14. März 1938 hatte August Eigruber das Amt des Landeshauptmanns übernommen, am 18. März folgte die endgültige Auflösung von Landtag und Landesregierung.
Die Landesregierung Gleißner II bildete die Oberösterreichische Landesregierung während der Zeit des Austrofaschismus, wobei die Mitglieder der Landesregierung nicht mehr von frei gewählten Abgeordneten, sondern von den Standesvertretern im Landtag gewählt wurden. Die Mitglieder der Landesregierung stammten dabei überwiegend aus der Christlichsozialen Partei, die 1933 in der Einheitspartei Vaterländischen Front aufgegangen war.
Zu einem ersten Rücktritt in der Regierung kam es bereits am 12. November 1934, als Franz Heissler um die Enthebung von seinem Posten bat, da sein neuer Posten als Mitglied der Verwaltungskommission der Österreichischen Bundesbahnen mit dem Posten eines Landesrates nicht vereinbar gewesen wäre. Per 21. Jänner 1935 schied auch Anton Gasperschitz aus der Landesregierung aus. Er übernahm das Amt des Oberösterreichischen Fremdenverkehrspräsidenten und wurde am 1. Februar 1935 durch Karl Loidl ersetzt.

## Regierungsmitglieder
| Amt                                                     | Name                               | Zuständigkeitsbereiche                                                                |
| ------------------------------------------------------- | ---------------------------------- | ------------------------------------------------------------------------------------- |
| Landeshauptmann                                         | Heinrich Gleißner                  |                                                                                       |
| Landeshauptmann-Stellvertreter                          | Heinrich Wenninger                 |                                                                                       |
| Landesrat                                               | Felix Kern                         | Baureferat, Schulreferat                                                              |
| Landesrat ab 1. Februar 1935                            | Karl Loidl                         | Soziales, Krankenanstalten                                                            |
| Landesrat                                               | Franz Lorenzoni                    | Finanzressort, Landeshumanitäranstalten, Kunst- und Bildungswesen                     |
| Landesrat                                               | Josef Mayrhofer                    | Agrarreferat, Kultur                                                                  |
| Landesrat                                               | Peter Friedrich Revertera-Salandra | Forst, Jagd, Fischerei, Veterinär, Polizeiangelegenheiten und Gemeindeangelegenheiten |
| Vorzeitig ausgeschiedene Mitglieder der Landesregierung |                                    |                                                                                       |
| Landesrat bis 21. Jänner 1935                           | Anton Gasperschitz                 |                                                                                       |
| Landesrat bis 12. November 1934                         | Franz Heissler                     |                                                                                       |